# Open mike

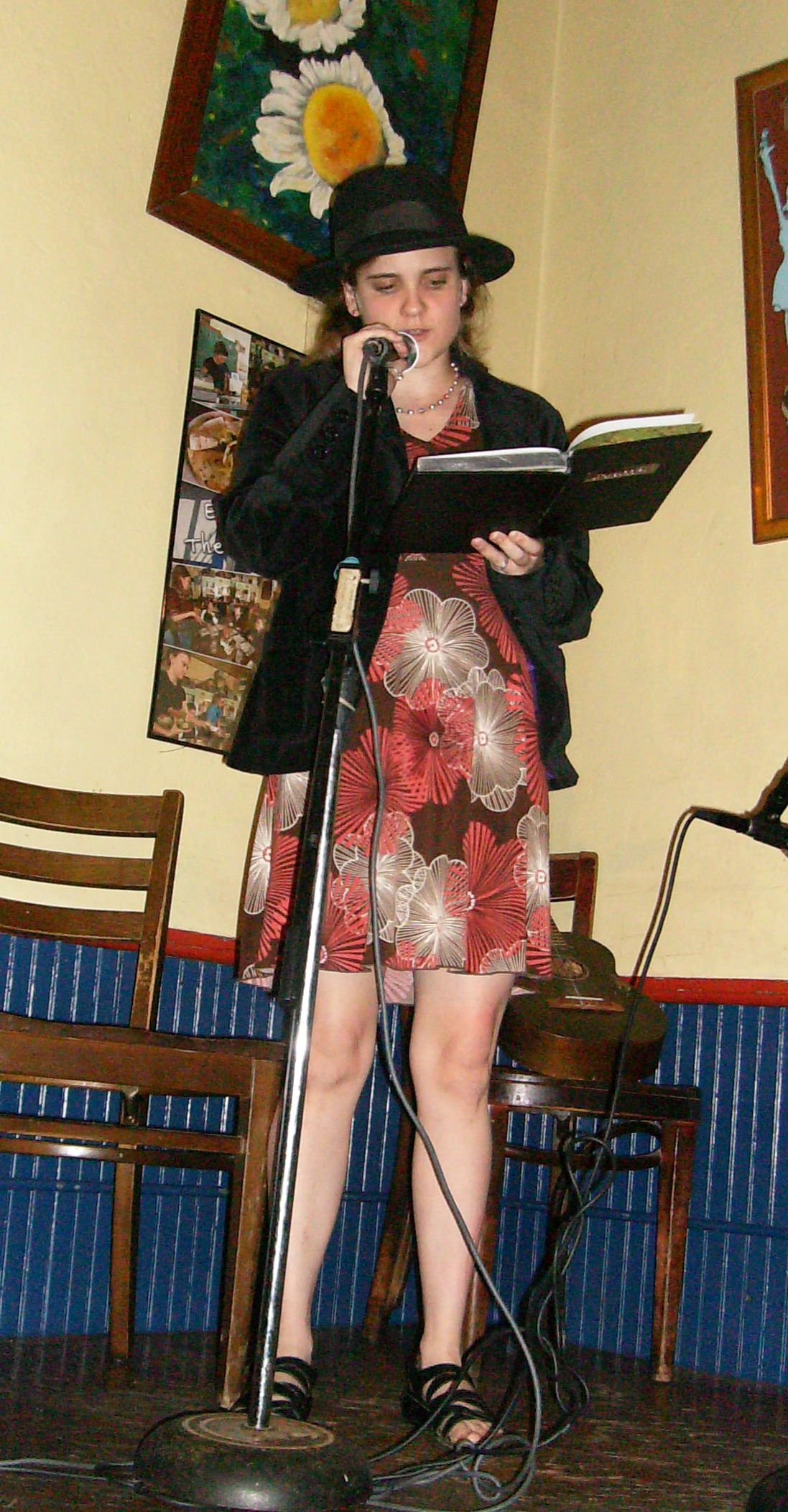

Open mike (czasem także jako open mic, z ang. „otwarty mikrofon”) – rodzaj przedstawienia, występu „na żywo”, w którym może brać udział ktokolwiek z publiczności. Na scenie, przy mikrofonie, kolejno występują artyści – zazwyczaj amatorzy bez dużego dorobku.
W Stanach ten rodzaj przedstawienia ma miejsce zazwyczaj w klubach komediowych, gdzie początkujący stand-uperzy mają okazję zaprezentować swoje zdolności. W Polsce open mike pojawia się rzadko, zazwyczaj w kontekście hip-hopu – raperzy mogą zaprezentować swoje zdolności mówienia i improwizowania.
Dzięki swojej otwartości open mike jest pomocny przy rozpoczynaniu kariery przez młodych artystów. Bez tego typu imprez artyści zmuszeni byliby do samodzielnego aranżowania swoich pierwszych występów.
Open mike to także wieczory poezji mówionej. A w świecie muzyki pewnego rodzaju odpowiednikiem open mike jest karaoke.